# Nicolae Docan
Nicolae Docan (n. 24 iunie 1874 – d. 4 aprilie 1933, Tomești, Vaslui) a fost un academician român, istoric, membru corespondent (1915) al Academiei Române.